# Zuzana Šebová

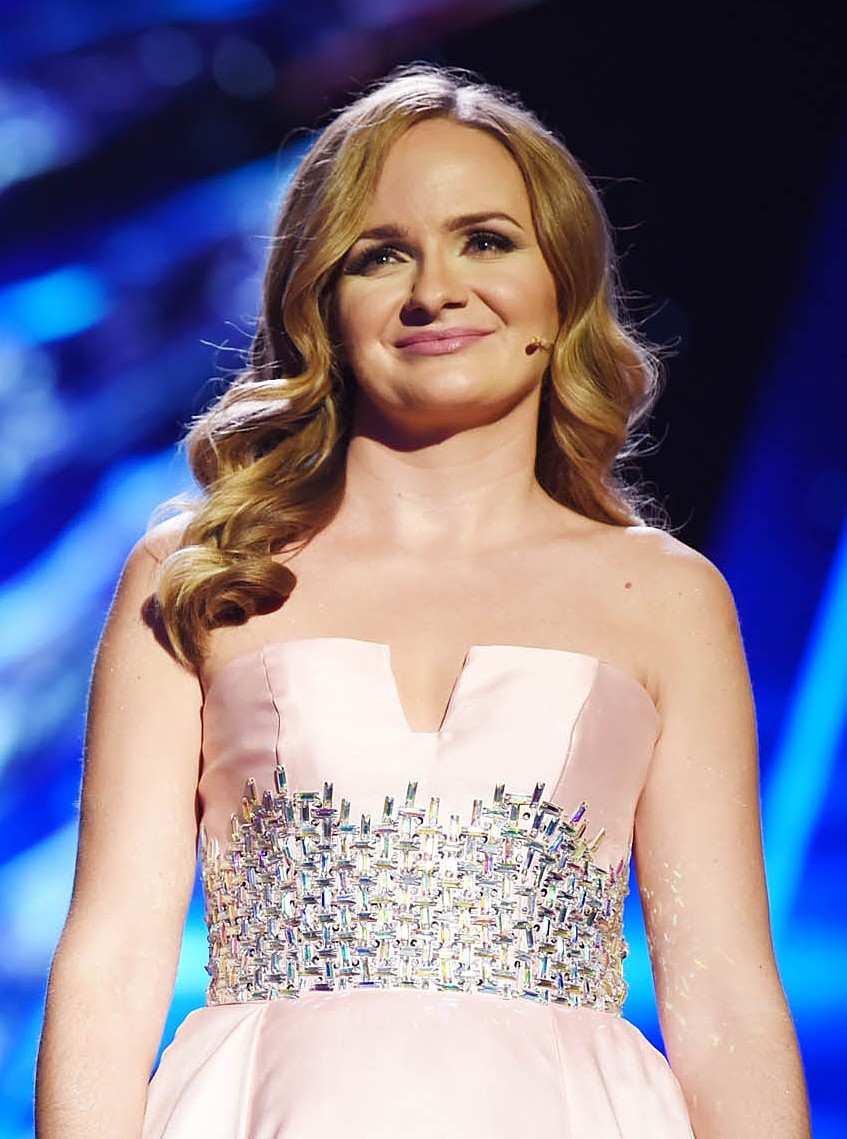
Zuzana Šebová (2016)

Zuzana Kubovčíková Šebová (* 1. April 1982 in Žiar nad Hronom) ist eine slowakische Schauspielerin.

## Leben
Zuzana Kubovčíková Šebová ist die Tochter des slowakischen Musikproduzenten Jozef Šebo. In ihrer Kindheit besuchte sie die Musikschule für Kinder in Bratislava. Sie spielte in den Theatern GUnaGU, Studio L + S, Elledans und dem Theater in Trnava. Im Juli 2017 heiratete sie ihren langjährigen Partner Michal Kubovčík. In den Jahren 2015 und 2016 gewann sie den OTO-Award in der Kategorie beste Schauspielerin.

## Filmografie

### Filme
- 2012: Tirge v meste
- 2013: Teatro
- 2014: Slovensko 2.0
- 2015: Vojtech
- 2016: Agáva
- 2017: Cuky Luky Film

### Fernsehsendungen
- 2008: Panelák, TV-Serie
- 2009: Odsúdené, TV-Serie
- 2009: V mene zákona, TV-Serie
- 2010: Aféry, TV-Serie (2. Serie, Episode: Jedna žena nestači)
- 2012: Dr. Dokonalý
- 2014: Ochrancovia
- 2015: Kredenc
- 2016: Horná Dolná
- 2015: Inkognito
- 2016: Zoo